# Aesculap Chifa

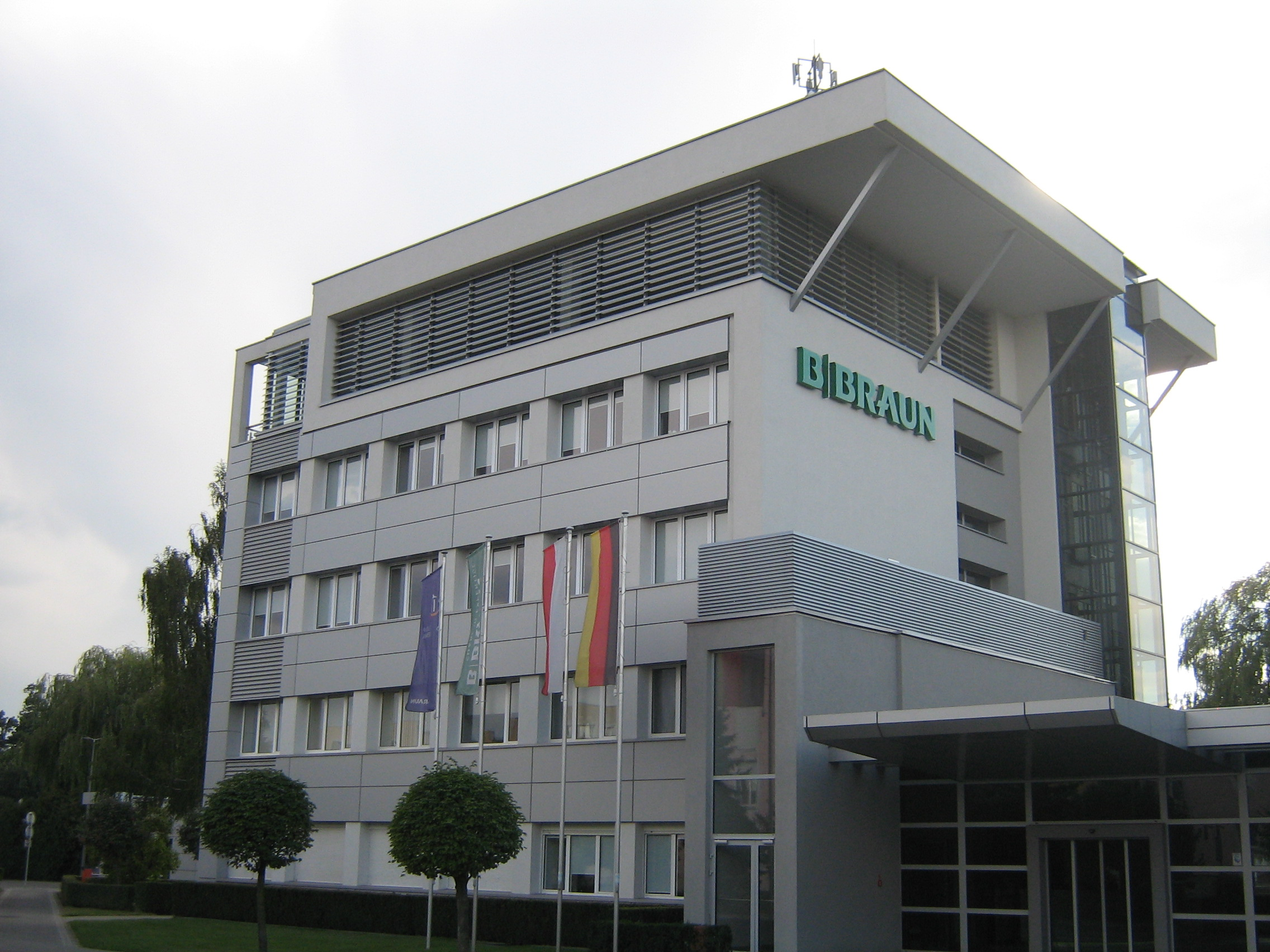
Biurowiec Aesculap Chifa Sp. z o.o. w Nowym Tomyślu

Aesculap Chifa – przedsiębiorstwo zajmujące się produkcją narzędzi medycznych zlokalizowane w Nowym Tomyślu.

## Historia
Przed II wojną światową w tym miejscu istniała niewielka wytwórnia siatek do lamp naftowych i gazowych, która od 1924 r. nosiła nazwę Fabryka Osłon Żarowych „Żar” S.A. Postępująca elektryfikacja sprawiła, że zatrudnienie przed wybuchem wojny spadło z kilkuset do ok. 70 pracowników.
Po 1945 r. podjęto tutaj produkcję narzędzi medycznych, na które było wówczas duże zapotrzebowanie. Do 1955 r. Fabryka Narzędzi Chirurgicznych CHIFA mieściła się w starym budynku dawnej wytwórni „Żar”, natomiast po zakończeniu drugiego etapu rozbudowy w latach 1974–1976 zakład przeniósł się do nowej siedziby. Rozbudowa przedsiębiorstwa i rozwój eksportu do krajów zachodnich to w dużej mierze zasługa ówczesnego dyrektora fabryki Jana Janusa.
W 1992 roku większość udziałów fabryki w ramach prywatyzacji nabył Aesculap AG, a kilka lat później po przejęciu Aesculapa przez B. Braun Melsungen AG zakład w Nowym Tomyślu stał się częścią tego międzynarodowego koncernu farmaceutycznego. Obecnie funkcjonuje pod nazwą Aesculap Chifa Sp. z o.o.
W 2018 r. utworzono w Nowym Tomyślu Centrum Usług Informatycznych dla koncernu B. Braun Melsungen AG.

## Nagrody i wyróżnienia
Wśród nagród i wyróżnień przyznanych firmie znalazły się m.in.:
- Eksporter Roku,
- Lider Polskiego Eksportu,
- Pro Publico Bono za działalność na rzecz rodziny,
- As Odpowiedzialnego Biznesu,
- Firma przyjazna mamie.